# Centre pénitentiaire de Riom
Ne doit pas être confondu avec Maison centrale de Riom.
Le centre pénitentiaire de Riom est un centre pénitentiaire français situé dans la commune de Riom, dans le département du Puy-de-Dôme et en région Auvergne-Rhône-Alpes.
L'établissement dépend du ressort de la direction interrégionale des services pénitentiaires de Lyon. Au niveau judiciaire, l'établissement relève du tribunal judiciaire de Clermont-Ferrand et de la cour d'appel de Riom.

## Histoire
Le contrat de construction de l'établissement est signé en décembre 2012, les travaux de construction étant réalisés entre juillet 2013 et octobre 2015, date de livraison de l'établissement à la direction de l'Administration pénitentiaire et de son inauguration par le ministre de la justice Jean-Jacques Urvoas,.
Les travaux sont réalisés par la société SPIE Batignolles, selon les plans du cabinet d'architecture Groupe Synthèse Architecture (dans le cadre d'un programme commun avec le centre pénitentiaire de Beauvais et le centre pénitentiaire de Valence) pour un montant des travaux de 85,1 millions €,. Le chantier s'inscrit en outre dans une démarche d'insertion sociale en partenariat avec les acteurs locaux de l’emploi.
L'établissement entre en fonctionnement en janvier 2016, arrivant en remplacement des trois anciennes prisons du département : la maison d'arrêt de Clermont-Ferrand, la maison d'arrêt de Riom et la maison centrale de Riom,, d'où sont transférés les premiers détenus lors de l'ouverture du nouveau centre pénitentiaire,,.
Un quartier de préparation à la sortie est en outre prévu dans l'établissement en 2017.

## Description
Situé route d'Ennezat à Riom, le long de l'autoroute A71, le centre pénitentiaire est le seul établissement pénitentiaire du département français du Puy-de-Dôme. Il dépend du ressort de la direction interrégionale des services pénitentiaires de Lyon et, au niveau judiciaire, relève du tribunal judiciaire de Clermont-Ferrand et de la cour d'appel de Riom.
Il a été construit dans le cadre d'un partenariat public-privé, l'exploitation est assurée par la société GEPSA sous la forme d'une « gestion mixte déléguée » où tout ce qui concerne de la restauration des détenus et du personnel, l'hôtellerie, la maintenance, du travail pénitentiaire, la formation professionnelle des détenus, le transport et l’accueil des familles sont confiés à une société privée,.
L'établissement a une capacité d'accueil de 577 places exclusivement pour des prévenus et des condamnés, hommes et femmes, et composé d'un quartier « Centre de détention Hommes » de 164 places, de deux quartiers « Maison d'arrêt Hommes », d'un quartier « Maison d'arrêt Femmes », l'ensemble des quartiers « Maison d'arrêt » ayant une capacité totale de 364 places (dont 32 places réservées aux femmes), et d'un quartier « Semi-liberté » de 20 places,. La majorité des longues peines incarcérées dans l’établissement le sont pour des infractions sexuelles qui bénéficient d'un accompagnement spécifique.
Au 1er février 2022, l'établissement accueillait 154 détenus dans le quartier « Centre de détention Hommes », soit un taux d'occupation de 90,2 %, 14 détenus dans le quartier « Semi-liberté », soit un taux d'occupation de 70 %, 415 détenus dans les quartiers « Maison d'arrêt » (dont 30 détenus femmes), soit un taux d'occupation de 108,1 % (et 93,8 % pour le quartier réservé aux femmes).
Construit sur un terrain de 4 ha, l'établissement est constitué de 5 bâtiments : un réservé au quartier « Centre de détention », deux réservés aux quartiers « Maisons d'arrêt », un réservé au quartier dédié aux femmes et un réservé au quartier de semi-liberté, celui-ci étant construit à l'écart des autres,. L'établissement ne dispose pas de mirador ni de filin anti-hélicoptères. Il dispose également d'une unité sanitaire dont le personnel provient du centre hospitalier de Riom.
Les cellules sont individuelles et sont équipées de douches et de toilettes privées.
Depuis son ouverture, l'établissement a mis en place le programme « Respecto » dans l'un des deux quartiers « Maisons d'arrêt ».

## Actions de réinsertion des détenus
L'Université Clermont Auvergne mène des actions d'enseignements universitaires à destinations des détenus de l'établissement. 
Des actions d'accès à l'art,, ainsi que des actions sportives, tels que des initiations au football ou au rugby avec la participation de Morgan Parra,, sont également organisées dans l'établissement dans le cadre d'actions de réinsertion des détenus.
Depuis 2019, la direction interrégionale des services pénitentiaires de Lyon organise un concours de cuisine entre les détenus des établissements pénitentiaires du Puy-en-Velay, de Bonneville et de Moulins-Yzeure dans le cadre d'un projet de réinsertion. Le projet bénéficie du coaching du chef Michel Portos,, les plats présentés par les détenus étant jugés par des professionnels sous la forme d'un concours culinaire. L'expérience est reconduite en 2020, avec la participation supplémentaire d'une équipes féminine du centre pénitentiaire de Riom, la finale de cette éditions ayant lieu à l'Institut Paul-Bocuse de Lyon,,.

## Événements notables
Depuis son ouverture, l'établissement connait plusieurs survols de drones destinés à faire rentrer illégalement des téléphones et de la drogues à destination des détenus. Ces survols donnent parfois lieu à l'interpellation et l'incarcération des pilotes,.
Le centre pénitentiaire connait enfin quelques mutineries de détenus nécessitant là aussi l'intervention des forces de l'ordre,, ainsi que des agressions contre le personnel de surveillance,. Plusieurs évasions ont également lieu à l'occasion de permissions de sorties des détenus,,.
L'établissement connait également plusieurs mouvements de blocage par le personnel pour dénoncer des conditions de violence et d'insécurité et demander des moyens supplémentaires. Ces mouvements de contestation nécessitent parfois l'intervention de la police pour débloquer l'établissement,,,,,.
Plusieurs affaires judiciaires impliquant des membres du personnels accusés de trafics divers avec les détenus surviennent également,,.